# Translation (matematik)

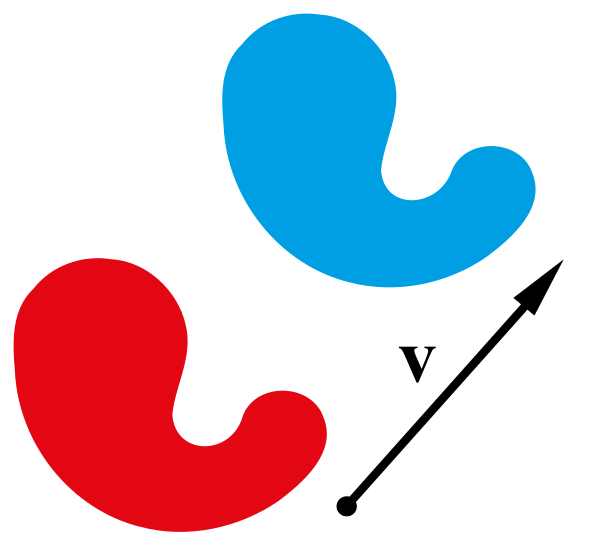
En translation förflyttar alla punkter över samma avstånd och riktning

En translation (förflyttning) Tv är en isometri i ett euklidiskt rum E på formen Tv(u) = u + v för någon vektor v i E. På svenska används ofta uttrycket parallellförflyttning med samma betydelse.